# 朴正熙遇刺案
10·26事件或朴正熙总统遇刺事件（韓文漢字：朴正熙大統領弑害事件，英語：Assassination of Park Chung Hee），也稱宮井洞事件（宮井洞事件），是指1979年10月26日大韓民國中央情報部部長金載圭與朴善浩、朴興柱及保全警衛人員一起暗殺總統朴正熙，並殺害警衛室室長車智澈、總統警衛處處長鄭仁亨、總統警衛副處長安在松、總統警衛官金容燮及總統警衛室車輛運行科長金容泰等人的事件。
1979年10月26日，總統朴正熙參加了插橋川防潮堤竣工儀式及KBS唐津發射站啟用儀式，當天晚上在宮井洞安家舉行宴會，出席者包括警衛室室長車智澈、秘書室室長金桂元和中央情報部部長金載圭。宴會進行期間，朴正熙遭金載圭開槍擊中胸部與頭部，傷勢致命，隨後被送往國軍首爾地區醫院，但在途中身亡，享年61歲。
金載圭在事後辯稱，他基於對民主自由的渴望，出於正義而處決了違憲解散國會的朴正熙。然而，外界普遍存在其他看法：一說認為金載圭因權力鬥爭中屢受車智澈壓制而衝動行凶；另一說法則指出，自1972年維新政權實施後，金載圭與張俊河等人籌劃政變達七年之久。

## 事件背景

### 朴正熙的政策
1970年，美国通过尼克松主义撤军的可能性，给曾因出兵越南而在韩美关系和经济方面享受到各种好处的韩国政府带来了巨大震动。 
1969年7月25日，美國總統尼克松在關島宣布了減少東亞盟國軍費負擔的方針，隨後同年8月21日，韓國總統朴正熙親自前往舊金山，與尼克松總統舉行了首腦會談。在會談中，尼克松總統向朴正熙保證，韓國將成為美國軍事裁減政策的例外；若有關於駐韓美軍的裁減或撤軍計畫，美國將事先通知韓國政府具體的時間表，並在越南和平談判事宜上與韓國政府進行緊密協商。
然而，經過對朝鮮半島政策的重新檢討後，尼克松總統最終決定撤出駐韓美軍的一個師團。
1970年6月15日，韓國總統朴正熙透過書信指出，國防負擔已超越韓國的資源與能力範圍，並強調駐韓美軍的裁減可能導致北韓全面南侵，因此表達強烈反對。他認為，為了防止威懾力削弱，必須優先加強韓國軍隊的戰鬥力。同時，朴正熙強調，韓美雙方需要就國防事務進行協商，內容包括發展韓國的國防工業、增強韓國軍隊的兵力，以及強化駐韓美軍中海軍與空軍的力量。此外，他也提出透過外交途徑加強美國對韓國防衛承諾的保障，進一步穩固韓美之間的安全合作關係。
由於韓美之間的分歧持續存在，1970年8月，為了完成有關駐韓美軍裁減的協商，美國副總統阿格紐訪問首爾，並與韓國總統朴正熙進行了長時間會談。根據副總統訪韓時的簡報文件，朴正熙對駐韓美軍的裁減時機感到憂慮，因其時間點與1971年春季韓國的選舉期間重疊。此外，美國在會談中強調，將履行《韓美防衛條約》中的所有義務，但明確表示無法接受韓國提出的「在緊急情況下自動介入」的要求。
1972年7月4日，朴正熙政府派遣中央情報部部長李厚洛秘密訪問北韓，雙方達成《7·4南北共同聲明》，以此爭取時間，試圖緩解北韓軍隊南侵的威脅。同時，韓國政府持續努力說服美國停止推進駐韓美軍撤軍計畫，但也開始為美軍撤離後的情況作準備，全面加強自主國防力量，展開大規模的國防建設。在此背景下，韓國首次嘗試進行核武器開發，以增強自身的國防實力。

### 对政策的批评
然而，金載圭對抗衡尼克森主義的朴正熙自主國防政策持高度懷疑的態度。在10·26暗殺事件的審判過程中，他在上訴理由補充書中批評朴正熙的政策，認為韓國實現自主國防「不過是一場夢囈罷了」，對此表達了強烈的不滿與否定立場。
|  | 自主國防也許是一個理想，但現實上不過是一場夢囈罷了。即便是西德這樣的國家都強調集體安全，而我們國家卻高舉自主國防，這樣的想法本身就很可笑。 |

時任美國駐韓大使來天惠（William H. Gleysteen）透過金載圭與青瓦台的權力核心保持接觸。此外，當時美國中央情報局（CIA）駐韓分部首席代表羅伯特·布魯斯特（Robert Brewster）也透露，自己經常與金載圭一同打高爾夫，並維持著密切的私人關係。
1979年6月26日，時任美國總統吉米·卡特訪問韓國，韓國總統朴正熙組織大規模的歡迎群眾，並舉辦國宴。然而，儘管美方曾要求避免提及駐韓美軍議題，朴正熙仍在宴會上發表了長達45分鐘的演說，強調撤出駐韓美軍的決定不合理。
另一方面，金載圭在卡特訪韓的一個月前，頻繁與美國駐韓大使和中情局交流，聽取美方對韓國經濟與國內政治的觀點。

### 派系斗争
在朴正熙政權時期，青瓦台內部存在著以中央情報部部長李厚洛、青瓦台警衛室室長朴鍾圭和保安司令官金載圭等人為核心的權勢集團。此外，金載圭的競爭對手、陸軍防諜隊長尹必鏞也逐漸崛起。尹必鏞於1965年5月偵破元忠淵政變陰謀，並在1968年「1·21事態」中立下擒獲間諜的功績，隨後晉升為首都警備司令官，獲得朴正熙的高度信任。
朴正熙透過這四名親信之間的適度競爭與相互牽制，巧妙地維持著對權力的管理與掌控。
1971年8月，尹必鏞發現金載圭派系的監聽行為，強行關閉保安部門，並導致金載圭被降職並離開軍隊。此後，尹必鏞成為「一心會」的精神領袖，其支持者如全斗煥等人迅速晉升。1973年，尹必鏞因「陰謀叛亂」事件被捕，隨後「一心會」成員遭整肅，逾百名軍官被調職或監控，這也使朴正熙失去部分權力支持者。
同時，朴正熙身邊的核心人物如李厚洛、金載圭與警衛室長車智澈之間的權力鬥爭持續加劇，特別是1974年第一夫人陸英修遇刺後，朴鍾圭辭職，由車智澈接任，權力逐漸向車智澈傾斜。此時的金載圭因失寵而力求重獲信任，並在1976年接替申稙秀出任中央情報部長，重回青瓦台核心圈。
金載圭與政權反抗
據部分說法，金載圭早在1972年「十月維新」後便對朴正熙政權產生不滿，並與反對派人士如張俊河接觸，密謀政變。尤其在1975年「8月起義」傳聞中，金載圭被指參與張俊河的計畫，試圖推翻維新體制。然而，金載圭在軍事法庭上稱，其反叛意圖源於1972年，並曾多次嘗試暗殺朴正熙，但因時機不成熟而未能實現。
儘管如此，金載圭的主張與他1978年告訴金鍾泌「將全力支持朴正熙終身總統」的立場相矛盾，顯示出其動機在不斷變化。金載圭與車智澈間的忠誠競爭最終演變為10·26事件，導致朴正熙政權的終結。

## 案件當日
1979年10月26日，朴正熙总统在办公室完成主要业务报告和批准后，于上午10点27分登上警卫室准备的直升机，上午11点左右出席插桥川海堤竣工仪式，并于中午12点出发。第二天晚上10点，抵达暂停的KBS唐津广播电台加固工程竣工仪式。.
在開工典禮結束後，當天下午12時45分，總統一行人於附近的道高酒店簡單用餐，隨後於下午1時50分啟程返回青瓦台。途中，朴正熙總統向直升機機長表示：「在飛往首爾之前，請繞到牙山灣附近，繞著顯忠祠上空飛一圈。」由於總統的日常行程安排一向如此，隨行人員認為這是自然且毫無違和感的指示，並未感到任何異樣。
下午2点32分抵达青瓦台朴总统首先登上了2号机组，愉快地挥手致意，据说受到了等待的秘书们的欢迎。 
1979年10月26日下午4時10分左右，時任中央情報部部長金載圭正在南山分廳的辦公室內，接到了來自青瓦台警衛室室長車智澈的電話通知。車智澈告知金載圭，當天晚上6時，總統朴正熙將前往首爾鐘路區宮井洞青瓦台內的中央情報部所屬安家（該地曾是獨立運動家廉東振的活動據點，現為清雲孝子洞的無窮花丘陵）參加晚宴。
接到車智澈的通知後，金載圭隨即與隨行秘書官朴興柱上校一同離開南山的部長辦公室，並於20分鐘後抵達宮井洞的中央情報部安家。在那裡，金載圭與事先等候的朴善浩低聲交談，接著帶著朴興柱和秘書尹炳瑞前往二樓的部長辦公室。
抵達二樓後，金載圭從辦公室內的保險箱中取出一把手槍，裝填實彈並確認槍械的狀態，之後將手槍藏在書架後方，為隨後的行動做好準備。
1979年10月26日下午4時40分左右，金載圭透過內線電話指示一樓禮賓秘書尹炳瑞，聯繫陸軍參謀總長鄭昇和及第二次長補金正燮（但因金正燮不在，只能稍後再聯絡）。隨後，金載圭在同一地點特意安排一場於下午6時30分的晚餐約會，時間刻意與總統晚宴的時間衝突。
根據1979年12月10日《中央日報》的報導，該約會時間曾被記載為下午5時30分，但對比金載圭的其他供述與朴興柱上校的證詞，顯示晚餐約會更有可能是在下午6時30分。
5時10分，總統秘書室長金桂元抵達，與金載圭在辦公室交談。金桂元提及新民黨將由鄭雲甲代理領導，局勢或許會穩定。金載圭則表示「要處理那個人」，金桂元僅露出微妙的贊同表情，未作回應。
6時5分，朴正熙與車智澈抵達宮井洞安家，金載圭將手槍藏在西裝褲口袋中，陪同金桂元一同進入晚宴會場「乙棟」。中央情報部禮賓科長朴善浩帶來前一天邀請的模特兒申在順和歌手沈守峰，並讓她們在警衛室內簽署保密協議。
晚宴上，朴正熙、金載圭、車智澈、金桂元，以及申在順和沈守峰圍坐在傳統韓式餐桌前，邊用餐邊喝酒。晚宴進行期間，金載圭暫時離席，向剛抵達「甲棟」的陸軍參謀總長鄭昇和及情報部次長補金正燮致歉，隨後返回宴會廳。
當金載圭在門外檢查手槍時，車智澈突然出現，金載圭迅速將手槍藏回褲袋，車智澈並未察覺，隨後前往廚房與警衛交談，回到宴會廳時，沈守峰正唱歌助興。
接近晚上7時30分，金載圭召見隨行秘書朴興柱與禮賓科長朴善浩，低聲交代了下一步計畫。

### 槍擊發生
晚間7時41分，沈守峰正在演唱《愛你》，金載圭突然站起，喊了一聲「厚顏無恥！」後，掏出瓦爾特PPK手槍，連開兩槍，第一槍擊中車智澈的手腕，第二槍射中朴正熙的胸部。金載圭試圖再次開槍時，手槍發生故障，他隨即離開房間。
混亂中，朴正熙仍試圖安撫在場者，表示「我沒事」。車智澈試圖返回現場，卻被金載圭連開數槍擊倒。隨後，金載圭走向朴正熙，近距離開槍射擊頭部，致命傷直接導致朴正熙身亡。
同時，金載圭的隨行人員在宴會廳外部展開行動，射殺警衛室官員及現場守衛，確保事態控制。
事後處理與爭議
事發後，金載圭迅速離開現場，並與陸軍參謀總長鄭昇和等人前往軍方本部。官方報告稱，朴正熙被送往國軍醫院搶救，但根據解密的美國文件，總統的遺體在事發兩小時後才被正式確認。
事後，目擊者申在順與沈守峰的證詞曾多次被修改，她們後來指出，許多「現場衝突」的說法是合調查單位捏造的，包括關於金載圭與車智澈激烈爭吵的描述。

## 金載圭被捕并处决

受審的金載圭

1979年10月26日朴正熙遇刺後，陸軍參謀總長鄭昇和下令逮捕金載圭，並將他移交保安司令官全斗煥進行調查。1980年，金載圭因「內亂目的殺人罪」等多項罪名被軍法會議判處死刑，並於5月24日與朴善浩等人一同在首爾看守所被執行絞刑。隨行的朴興柱上校則於3月6日以軍人身份遭到槍決。
審判過程
金載圭在審判中未自行聘請律師，僅有國選律師代理。在一審的最終辯護中，金載圭提出「10·26革命」的五個目的，包括恢復自由民主主義、避免更大流血犧牲、防止國家赤化、改善與美國的惡化關係，以及挽回國際聲譽。他辯稱，若未採取行動，釜馬民主抗爭將擴大至全國，引發更嚴重事態，且朴正熙「絕不可能主動下台」。他指控車智澈曾提議「屠殺百萬至兩百萬人以平息騷亂」，而朴正熙也認為「親自下達開槍命令無人能懲罰」。
後續計畫
當被問及刺殺後為何未選擇自殺或逃亡時，金載圭回答，他必須掌控政局，穩定混亂局勢，並根據新憲法舉行選舉。他初步考慮推舉時任國務總理或國會議長為總統候選人，視情況決定是否親自參選。

## 美國介入疑雲
隨著美國政府部分解密文件公開，揭露10·26事件發生前，金載圭曾與美國中央情報局（CIA）駐韓分部首席羅伯特·布魯斯特會面，進一步引發美國涉嫌介入朴正熙遇刺事件的疑慮。美國駐韓大使格萊斯汀也被揭發在10月26日當天與金載圭會面，但他過去始終隱瞞此事。爭議爆發後，美國政府將相關文件重新列為機密。
金載圭在軍事審判中否認美國的直接介入，卻曾聲稱「我的背後有美國」並反覆詢問調查官「美方是否有任何聯繫」，加深外界對美國角色的猜測。格萊斯汀則對金載圭的發言做出強烈否定，稱其為「無稽之談」。
刪除的會談文件與疑慮
部分解密文件顯示，事發後美韓間高層會談存在敏感內容。文件提到，當時新掌權的全斗煥指責美國試圖通過軍方逮捕他，並警告「美國涉及朴正熙遇刺事件，甚至試圖降低金載圭的刑罰」。此外，另一份遭刪除的記錄顯示，格萊斯汀與羅伯特·布魯斯特、全斗煥及一名匿名翻譯曾進行會談，進一步引發疑雲。
美國的應對
事件發生後，美國駐韓大使格萊斯汀立即向華盛頓報告情況，並在美國國會有議員提議舉行聽證會時，強烈反對公開討論此事。他警告，聽證會將加劇美國與朴正熙之死相關的陰謀論，並呼籲美方盡力避免事件成為公眾焦點。
時任中華民國總統蔣經國一開始也認為是美國介入。1979年11月3日他在日記載：「朴正熙於廿六日被刺而死，死得奇怪，是一個大謎。美國正式聲明此事與其無關，無異說此地無銀三百兩，美國政府之愚蠢到此程度實在可笑。政治外交是多麼殘酷無情，可不慎乎？伊朗國王被迫離國，尼加拉瓜蘇慕薩之下場亦如此，繼之為薩爾瓦多總統下台逃亡，到朴正熙被自己人所刺，一連串的事件都是相連的」。

## 事件餘波
政局變動與軍方掌權
朴正熙遇刺後，國務總理崔圭夏接任總統代理，並於1979年12月6日舉行第10屆總統選舉。隨後，國軍保安司令官全斗煥迅速崛起，透過10·26事件調查主導權奪取軍事控制權，並於12月12日發動12·12軍事叛亂，逮捕陸軍參謀總長鄭昇和，徹底掌握軍權。新軍部勢力進一步壓制民主化呼聲，導致1980年5月17日的5·17戒嚴擴大，並鎮壓了5·18光州民主化運動。
處決與審判
事件的主要責任人金載圭及相關參與者迅速被軍事法庭判刑。金載圭被以「內亂目的殺人罪」判處死刑，並於1980年5月24日執行。與他一同被處決的還有：
- 朴善浩：中央情報部禮賓科長
- 劉成玉：駕駛員
- 李基柱：警衛科長
- 金泰元：警衛員

朴興柱上校因現役軍人身份，於1980年3月6日被槍決。
後續影響
- 目擊者處境：歌手沈守峰於1980年被禁止演藝活動，至1984年才復出；模特兒申在順則移居美國經營小餐館。
- 國際反應：部分宗教界、知識界人士組成國際救援組織，呼籲為金載圭等人減刑，但未獲成功。

## 評價與爭議
金載圭在法庭上辯稱其行動旨在恢復自由民主、避免更大犧牲，並防止國家赤化。他認為朴正熙與車智澈有意鎮壓民主抗議，甚至考慮大規模屠殺。然而，軍法會議仍判定其行動符合內亂罪名，並以「沒有直接證據證明其革命目的」為由維持死刑判決。
部分大法官提出「內亂目的不成立」的少數意見，主張金載圭的行動應視為民主化運動之一。然而，這些法官隨後受到新軍部的壓力，其中多人被迫辭職。

## 相关影视作品
- 《第四共和國》
- 《第五共和國》
- 《总统致命一击》（《那時候那些人》）
- 《南山的部長們》
- 《民族与命运》
- 《韩国之门》
- 《1979世界大血案》
- 《幸福國度》